# Автошлях Т 0718
Автошля́х Т 0718 — автомобільний шлях територіального значення у Закарпатській області. Пролягає територією Воловецького та Міжгірського районів через Нижні Ворота — Воловець — Міжгір'я. Загальна довжина — 44,6 км.

## Маршрут
Автошлях проходить через такі населені пункти:
| Автошлях Т 0718      |            |
| Закарпатська область |            |
| Воловецький район    |            |
| Нижні Ворота         | E50E471М06 |
| Верхні Ворота        |            |
| Воловець             |            |
| Гукливий             |            |
| Міжгірський район    |            |
| Подобовець           |            |
| Пилипець             |            |
| Ізки                 |            |
| Келечин              |            |
| Репинне              |            |
| Сойми                | Р21        |
| Міжгір'я             |            |